# Mart Helme

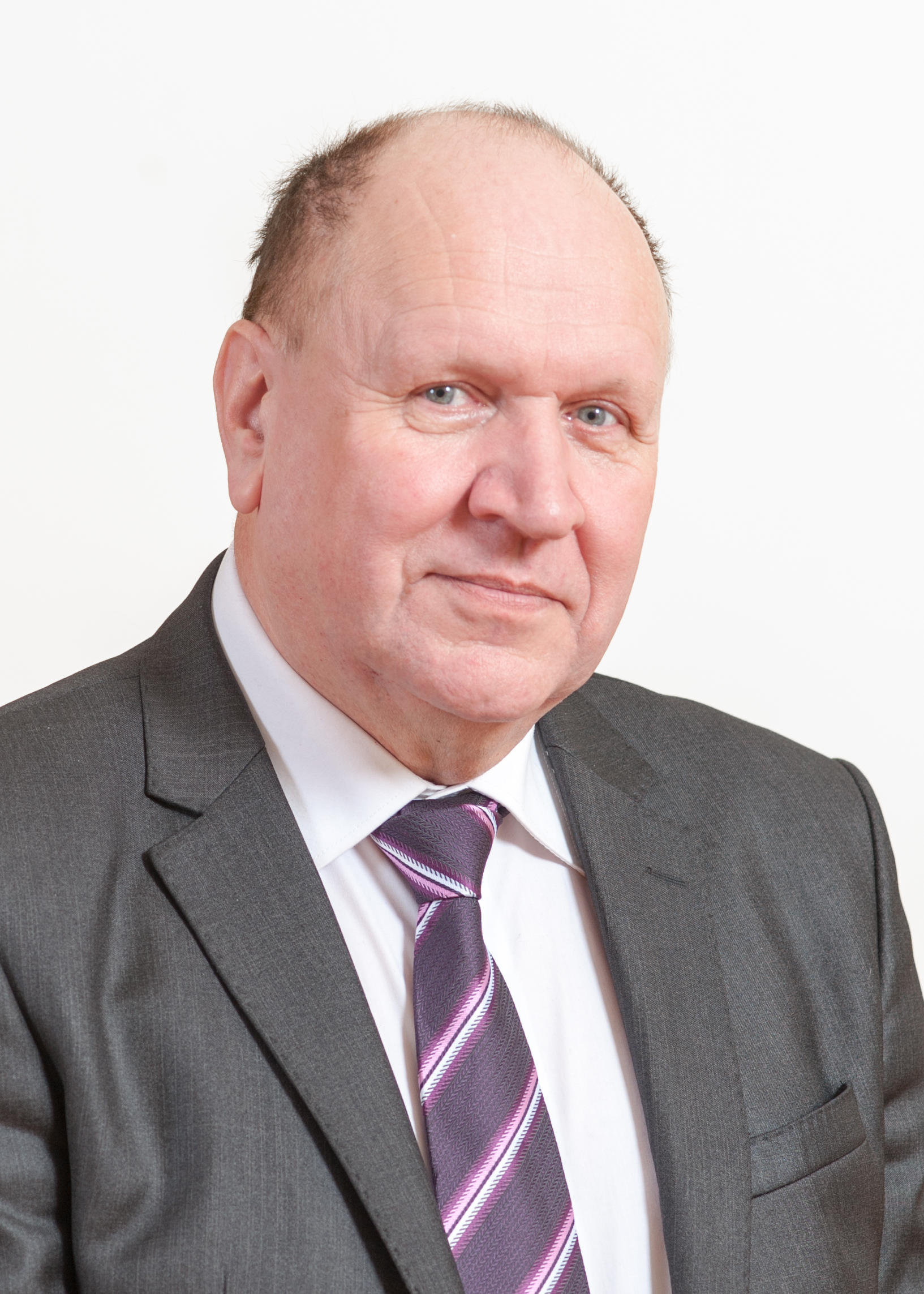
Mart Helme, 2015

Mart Helme (* 31. Oktober 1949 in Pärnu) ist ein estnischer Historiker, Diplomat und Politiker (EKRE). Er war langjähriger Vorsitzender der Eesti Konservatiivne Rahvaerakond und von April 2019 bis November 2020 Innenminister Estlands.

## Leben
Mart Helme schloss 1968 die Schule in Pärnu ab. Anschließend studierte er Geschichte an der Staatlichen Universität Tartu. Er schloss sein Universitätsstudium 1973 ab. Bis 1992 war er Geschäftsführer der Estnischen Verlegervereinigung (Eesti kirjastajate liit).

### Politik
1994 trat Helme in den diplomatischen Dienst der wieder unabhängig gewordenen Republik Estland ein. Der estnische Staatspräsident Lennart Meri ernannte 1995 den ausgesprochenen Kreml-Kritiker zum estnischen Botschafter in Moskau. Nach seiner Rückkehr nach Estland war Helme ab 1999 stellvertretender Staatssekretär im estnischen Außenministerium.
2003/2004 war Helme als Berater im estnischen Landwirtschaftsministerium tätig. Von 2005 bis 2009 war er Berater des estnischen Europaabgeordneten Tunne Kelam von der konservativ-nationalistischen Vaterlandsunion (Isamaaliit). Seit 2009 leitet Helme den estnischen Verlag Kunst.
2004 kandidierte er bei der Europawahl in Estland erfolglos für die ländlich-konservative Estnische Volksunion (Eestimaa Rahvaliit). Im September 2004 wurde Helme nach einem Streit mit dem damaligen Innenminister Margus Leivo aus der Partei ausgeschlossen. Leivo hatte die Entfernung eines in Lihula neu errichteten Denkmals für auf Seiten des Deutschen Reichs kämpfende Esten angeordnet.
Bei den Wahlen zum estnischen Parlament 2011 trat Helme als chancenloser Einzelkandidat an. Er erhielt 2.467 der 575.133 gültigen Stimmen.
2012 gründete Helme die rechtspopulistische Eesti Konservatiivne Rahvaerakond (Estnische Konservative Volkspartei – EKRE). Sie schaffte bei der Parlamentswahl 2015 auf Anhieb den Sprung in den Riigikogu.
Nach der, für die EKRE erfolgreichen, Parlamentswahl 2019 wurde er im April 2019 Innenminister im Kabinett Ratas II.
Am 9. November 2020 trat Helme als Innenminister von Estland zurück, nachdem er zuvor öffentlich den neu gewählten US-Präsidenten Joe Biden beschimpft und der Korruption beschuldigt hatte. Außerdem äußerte er zusammen mit seinem Sohn, dem amtierenden Finanzminister Estlands Martin Helme, die Ansicht, dass die US-Präsidentschaftswahl gefälscht worden sei.

### Privates
Mart Helme war mit der estnischen Kunsthistorikerin Sirje Helme (* 1949) verheiratet. Das Paar hat drei Kinder, darunter den estnischen Politiker und EU-Gegner Martin Helme (* 1976). Derzeit ist Mart Helme mit Helle-Monika Helme verheiratet. Mit ihr hat er zwei gemeinsame Kinder.
Mart Helme ist der Bruder des estnischen Militärhistorikers Rein Helme (1954–2003) und der Onkel des Schriftstellers Peeter Helme (* 1978).
Während der sowjetischen Besetzung Estlands trat Helme auch als Sänger und Bassgitarrist in den erfolgreichen Bands Fix, Hallo, Vitamiin und Hübriid auf.

## Historisch-politische Werke (Auswahl)
- India Ašoka ajal (1972)
- Kolm korvi (1979)
- Pesakast (1984)
- Puhkus Lihavõttesaarel (1990)
- Langevarjurid (1991).
- Kremli tähtede all (2002)
- Pronksiöö proloog (Aufsatzsammlung, 2007)
- Kaks mõõka. Hiina juttude kogumik (2009)
- Vana vaskne laevakell (2009)
- Lembitu: eestlaste kroonimata kuningas (2010)